# Johan Olsen (Musiker)

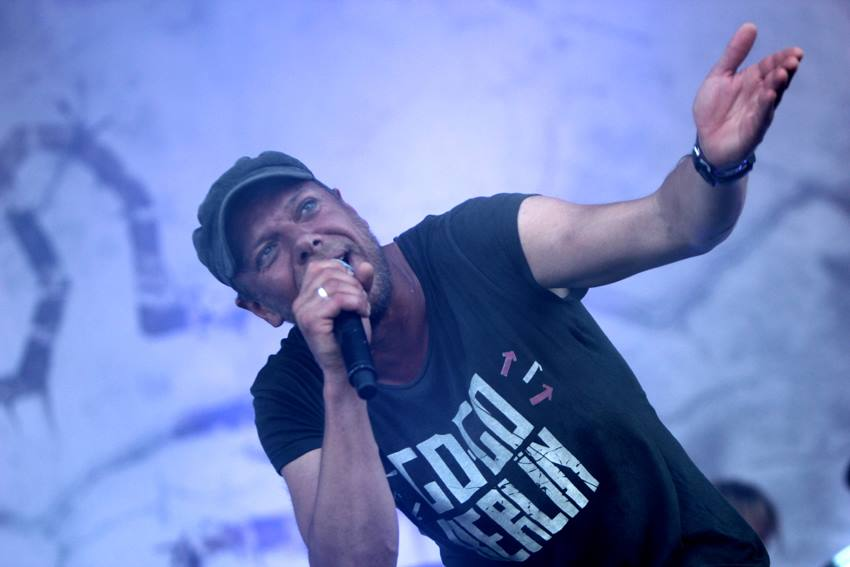
Olsen live 2013

Johan Gotthardt Olsen (* 25. März 1969 in Østerbro, Kopenhagen) ist ein dänischer Sänger und Biologe.

## Werdegang
Olsen studierte an der Universität Kopenhagen und gründete mit einigen anderen Studenten im Jahre 1995 die Band Magtens Korridorer, die zu den erfolgreichsten dänischen Rockbands gehört. Mit der Band veröffentlichte Olsen sechs Studioalben, von denen zwei in Dänemark mit Platin ausgezeichnet wurden. Im Jahre 2006 erhielt die Band bei den Danish Music Awards den Preis für die beste neue Band. Darüber hinaus trat er mehrfach als Gastsänger auf, so unter anderem für Red Warszawa, Revoltage, L.O.C. und Sonja Hald.
Außerhalb seines Heimatlandes wurde Johan Olsen insbesondere für seine Zusammenarbeit mit der Band Volbeat bekannt. Im Jahre 2007 sang er bei dem Lied The Garden’s Tale und neun Jahre später bei For evigt ein Duett mit Volbeat-Sänger Michael Poulsen, wobei Poulsen auf Englisch und Olsen auf Dänisch sang.
Olsen ist ein Ph.D. in Molekularbiologie und arbeitet als Proteinkristallograph an der Universität Kopenhagen.

## Diskografie

### Mit Magtens Korridorer
siehe Magtens Korridorer#Diskografie

### Als Gastsänger
- 2006: Red Warszawa: Ulrikkenborg plads
- 2007: Volbeat – The Garden’s Tale
- 2007: Revoltage – Du Kender Typen
- 2011: L.O.C. – Libertiner
- 2016: Sonja Hald – De Sidste
- 2016: Volbeat – For Evigt